# 上宮記
《上宮記》是約7世紀時編纂的日本史書，編者不詳，全書共3卷。
書名「上宮」是指廄戶皇子（即聖德太子，別稱上宮王）幼年和青年時所居住的宮殿（位於奈良縣櫻井市），《平氏傳雜勘文》稱此書是「太子御作」，但這可能是假托之言。此書究竟是聖德太子的傳記，還是上宮裡流傳下來的史書，至今沒有定論。
《上宮記》在鎌倉時代後期似乎仍有存世，但之後已散佚。不過從散落於《釋日本紀》、《聖德太子平氏傳雜勘文》、《天壽國曼荼羅繡帳緣起勘點文》等書籍的《上宮記》部份佚文中，可知此書內容包括有關神代的記述、繼體天皇和聖德太子的系譜。從書中內容、系譜的格式和用字看來，其年代有可能比在藤原宮遺跡出土的木簡久遠，更有推測認為它或許是在推古天皇時成書。
《上宮記》的史學價值，在於它記載了繼體天皇的系譜，補充了《古事記》、《日本書紀》欠缺的史料，有助研究繼體天皇的身世。